# Abaixo de Zero: Hello Hell
Abaixo de Zero: Hello Hell é o terceiro álbum de estúdio do rapper Black Alien, lançado no dia 12 de abril de 2019. No álbum, que foi produzido pelo beatmaker Papatinho, Black Alien versa sobre temas como saúde mental, dependência química, política e sociedade. Considerado um marco na carreira do rapper, Hello Hell recebeu os prêmios de álbum do ano da Multishow e da Associação Paulista de Críticos de Arte (APCA). Junto ao álbum, foram lançados três videoclipes, para as faixas "Que Nem o Meu Cachorro", "Vai Baby" e "Carta Para Amy".

## Faixas
Compõem o álbum, as faixas: 
| N.º            | Título                      | Duração |  |
| 1.             | "Área 51"                   | 2:46    |  |
| 2.             | "Carta pra Amy"             | 4:23    |  |
| 3.             | "Vai Baby"                  | 2:57    |  |
| 4.             | "Que Nem o Meu cachorro"    | 3:31    |  |
| 5.             | "Take ten"                  | 2:33    |  |
| 6.             | "Au Revoir"                 | 3:27    |  |
| 7.             | "Aniversário de Sobriedade" | 2:45    |  |
| 8.             | "Jamais Serão"              | 2:59    |  |
| 9.             | "Capítulo Zero"             | 1:27    |  |
| Duração total: | Duração total:              | 26:54   |  |

## Recepção da crítica
Guilherme Sobotta, do jornal paulista O Estado de São Paulo, classificou como "a afirmação criativa de Black Alien mais poderosa desde 2004".
João Lucas Dusi, do Tenho mais discos que amigos, do portal R7, declarou: "O disco me acertou em cheio. Um soco na cara, que é como dizem. Um bom soco, certeiro, pra ficar esperto."

## Indicações
| Ano  | Premiação                          | Categoria    | Resultado | Ref.  |
| ---- | ---------------------------------- | ------------ | --------- | ----- |
| 2019 | Prêmio Multishow de Música de 2019 | Disco do ano | Venceu    | [ 7 ] |
| 2019 | Prêmio APCA de Música Popular 2019 | Melhor álbum | Venceu    | [ 8 ] |